# ژاله‌پوش پوشک
ژاله‌پوش پوشک (نام علمی: Drosera paleacea)، گونه‌ای از ژاله‌پوش کوتوله از استرالیای‌غربی است.